# Cedartown, Georgia
Cedartown, Georgia è il diciannovesimo album di Waylon Jennings, pubblicato nell'agosto del 1971 dalla RCA Victor e prodotto da Danny Davis, Chet Atkins e Ronny Light.

## Tracce
Lato A
1. Cedartown, Georgia – 2:47 (Mack Vickery, Sammi Smith, Charlie Cobble) – Registrato a Nashville, TN il 3 dicembre 1968
2. Big D – 2:30 (Jan Crutchfield) – Registrato a Nashville, TN il 22 aprile 1970
3. The House Song – 3:27 (Paul Stookey, Robert Bannard) – Registrato a Nashville, TN il 24 febbraio 1969
4. Tomorrow Night in Baltimore – 3:01 (Kenny Price) – Registrato a Nashville, TN il 14 luglio 1970
5. Pickin' White Gold – 2:33 (Fred Carter) – Registrato a Nashville, TN il 30 ottobre 1969

Lato B
1. Bridge over Trouble Water – 3:51 (Paul Simon) – Registrato a Nashville, TN il 22 aprile 1970
2. It's All over Now – 2:32 (Jessi Colter) – Registrato a Nashville, TN il 12 giugno 1969
3. I'm Gonna Leave (While I Still Love You) – 3:05 (Martha Sharp) – Registrato a Nashville, TN il 12 giugno 1969
4. I've Got Eyes for You – 2:36 (Del Shannon, Brian Hyland) – Registrato a Nashville, TN il 12 giugno 1969
5. Let Me Stay Awhile – 3:23 (Mickey Newbury) – Registrato a Nashville, TN il 29 ottobre 1969

## Musicisti
- Waylon Jennings - voce, chitarra
- Jessi Colter - voce (solo nel brano Bridge Over Troubled Water)
- Fred Carter - chitarra
- Jerry Reed - chitarra
- Wayne Moss - chitarra
- Frank Evans - chitarra
- Bucky Wilkin - chitarra
- Ray Edenton - chitarra ritmica
- Chip Young - chitarra ritmica
- Pete Drake - steel guitar
- Hargus Pig Robbins - pianoforte
- David Briggs - pianoforte
- Charlie McCoy - armonica
- Bobby Dyson - basso
- Roy Huskey - basso
- Norbert Putnam - basso
- Buddy Harman - batteria
- Jerry Carrigan - batteria
- Kenneth Buttrey - batteria
- Jerry Hayne - corno francese
- Doris Sweet - corno inglese
- Martha McCrory - violoncello
- Doris Allen - viola
- Stephanie Woolf - viola
- Brenton Banks - violino
- Howard Carpenter - violino
- Stephen Clapp - violino
- Solie Fott - violino
- Martin Katahn - violino
- Dorothy Dillard - accompagnamento vocale
- Priscilla Hubbard - accompagnamento vocale
- Louis Nunley - accompagnamento vocale
- William Wright - accompagnamento vocale